# Sciomesa mesoscia
Sciomesa mesoscia är en fjärilsart som beskrevs av George Francis Hampson 1918. Sciomesa mesoscia ingår i släktet Sciomesa och familjen nattflyn. Inga underarter finns listade.